# Erigeron droebachensis
Erigeron droebachensis là một loài thực vật có hoa trong họ Cúc. Loài này được O.F.Müll. ex Retz. mô tả khoa học đầu tiên năm 1795.